# Carmenta engelhardti
Carmenta engelhardti là một loài bướm đêm thuộc họ Sesiidae. Nó được Duckworth và Eichlin miêu tả năm 1973. Nó được tìm thấy ở Arizona.
It was collected on Brickellia foliage có ở dãy núi small creeks in the Patagonia và Huachuca vào tháng 8.